# 廿山

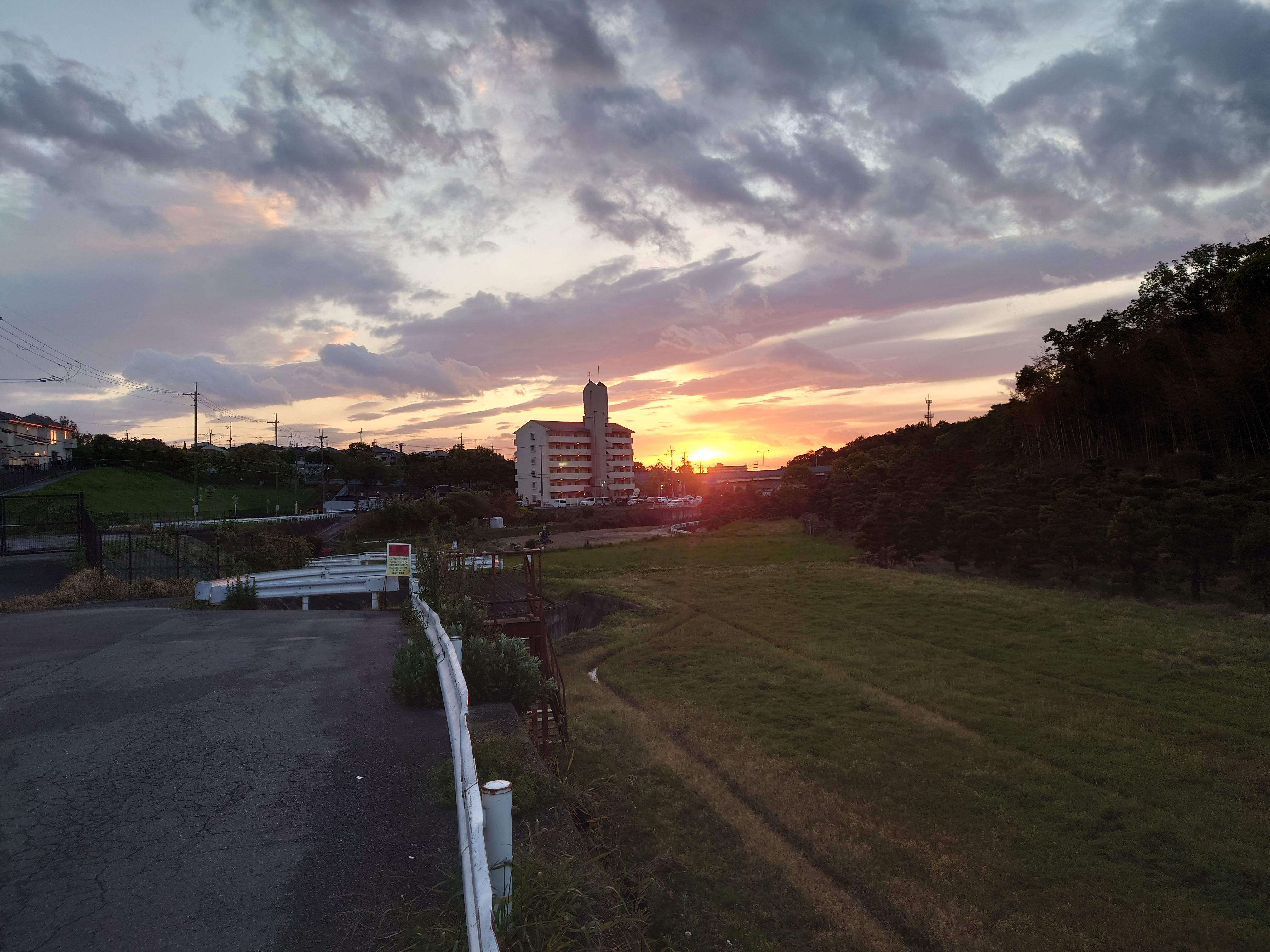
大字廿山地区

廿山（つづやま）は、大阪府富田林市の大字地名。津々山と呼称される事もある。廿の字は十が二つ横に並んだ形の意味を持つ。

## 地理
富田林市の西部に位置する。後述の金剛ニュータウン開発時に当該区域は独自の住所表記に変更されたため、現在の廿山の地名は美原区の隣接地と国道170号線に面した土地の二つに分かれており飛び地のような形で存在する。
地区全体が羽曳野丘陵の上にあるため土地の起伏が非常に激しく、主要な河川が東除川の支流以外に無い上にそれよりも高い位置にあるため、ため池や棚田が多く見られる。
戦後までは地区の殆どが山林であったが、昭和40年代に土地区画整理事業により多くの山林が金剛ニュータウン・ゴルフ場（光丘カントリー倶楽部）・PL教団敷地として開発された。それ以外の場所では当時の面影を残す山林が残る。
主要な道路としては堺市～奈良県を結ぶ国道309号線が通る。

## 歴史
- 古墳時代 - 廿山古墳、廿山北古墳、廿山南古墳、二本松古墳が築造される。副葬品にガラス玉や鏡、刀剣があることからこの地域における有力者であったとされる。
- 鎌倉時代末期 - 太平記において津々山（つづやま）城に幕府軍が駐留したという記録が残っており、この頃には廿山の地名が存在したと考えられている[2]。
- 江戸時代 - 隣村の川西村との村争いが発生し、和解の際に監視役としてそれぞれの村の境界に、廿山村から一部の村人が出向し移り住んだ。この際の人々が定着して暮らしているのが現在の五軒家（富田林）地区だとされている[2][3][4]。
- 1889年（明治22年）4月1日 - 町村制の施行により、錦部郡新家村・甲田村・廿山村・加太新田の区域をもって廿山村が発足。
- 1953年（昭和28年）- パーフェクト リバティー教団が廿山の大部分の敷地を買い取り教団本部を建設。
- 1957年  (昭和30年) -  PLランド（遊園地）が開園するが来場者数の減少から1989年9月に完全閉園した。
- 1960年代後半 - 金剛ニュータウンの造成が始まる。廿山地区の一部が小金台・高辺台・寺池台・向陽台・藤沢台・津々山台として住所表記が変更される。

## 名所・旧跡・観光スポット・祭事・催事
- 融通念佛宗金林山長福寺
- 廿山古墳
- 二本松古墳
- 廿山南古墳（梅の里ホーム建設のため破壊）

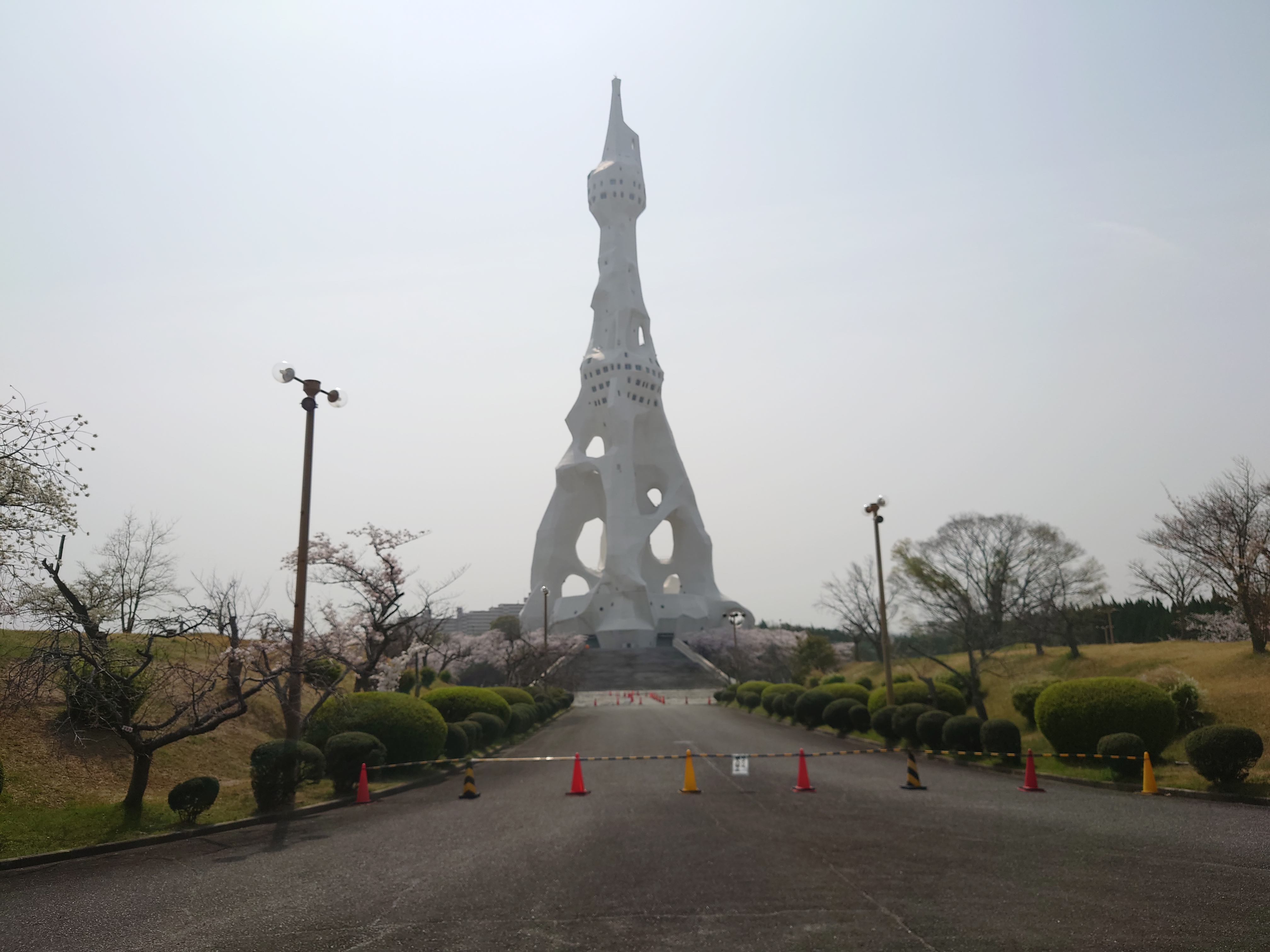
大平和記念塔(PLの塔)

- 津々山城跡(廿山墓地が跡地であるとされている[2])
- 大平和祈念塔
- だんじり祭り